# Vârsta inocenței (film din 1993)
Vârsta inocenței (în engleză The Age of Innocence) este un film american, o dramă istorică romantică din 1993, în regia lui Martin Scorsese. Scenariul, o adaptare a romanului cu același nume de Edith Wharton din 1920 și care a fost distins cu Premiul Pulitzer, a fost scris de Scorsese și Jay Cocks. Filmul îi are în rolurile principale pe Daniel Day-Lewis, Michelle Pfeiffer, Winona Ryder și Miriam Margolyes, și a fost lansat de Columbia Pictures. Filmul relatează curtarea și căsătoria lui Newland Archer (Daniel Day-Lewis), un avocat bogat din societatea newyorkeză, cu May Welland (Wynona Ryder); Archer o întâlnește apoi și o reprezintă în calitate de avocat pe contesa Olenska (Michelle Pfeiffer) înainte de neașteptatele încurcături romantice.
Vârsta inocenței a fost lansat în cinematografe pe 1 octombrie 1993, de Columbia Pictures. Filmul a fost apreciat de critică, câștigând Premiul Oscar pentru cele mai bune costume și fiind nominalizat pentru cea mai bună actriță într-un rol secundar (Winona Ryder), cel mai bun scenariu adaptat, cea mai bună coloană sonoră originală și cea mai bună regie artistică. Miriam Margolyes a câștigat premiul BAFTA pentru cea mai bună actriță în rol secundar în 1994. Filmul a avut încasări de 68 de milioane de dolari la un buget de 34 de milioane de dolari. Scorsese a dedicat filmul tatălui său, Luciano Charles Scorsese, care a murit cu o lună înainte de lansarea filmului. Luciano și soția sa, Catherine Scorsese, au avut mici apariții cameo în film.

## Rezumat
În New York-ul anilor 1870, avocatul Newland Archer plănuiește să se căsătorească cu tânăra și respectabila May Welland. Verișoara lui May, moștenitoarea americană contesa Ellen Olenska, s-a întors la New York după o căsătorie dezastruoasă cu un conte polonez destrăbălat. La început este ostracizată de societate și se răspândesc zvonuri răutăcioase, dar, pe măsură ce familia lui May o susține cu îndrăzneală pe contesă, aceasta este acceptată treptat de cele mai bune dintre vechile familii din New York.
Contesa este tratată nerespectuos la o petrecere socială organizată de familia ei, dar cu ajutorul lui Archer, ea reușește să revină la un eveniment organizat de bogații Van der Luydens. Acolo face cunoștință cu unul dintre bancherii consacrați din New York, Julius Beaufort, care are reputația de a avea aventuri riscante și obiceiuri risipitoare. Acesta începe să flirteze deschis cu contesa, atât în public, cât și în privat. Archer își anunță prematur logodna cu May, dar, pe măsură ce o cunoaște pe contesă, începe să aprecieze opiniile neconvenționale ale acesteia asupra societății newyorkeze și devine din ce în ce mai dezamăgit de noua sa logodnică May și de inocența, lipsa de opinii personale și simțul ei de sine.
După ce contesa își anunță intenția de a divorța de soțul ei, Archer îi susține dorința de libertate, dar se simte obligat să acționeze în numele familiei și să o convingă pe contesă să rămână căsătorită. Când Archer își dă seama că, fără să vrea, s-a îndrăgostit de contesă, pleacă brusc a doua zi pentru a se reîntâlni cu May și cu părinții ei, care se află în vacanță în St. Augustine în Florida. Archer îi cere lui May să scurteze logodna lor, dar May devine suspicioasă și îl întreabă dacă graba lui de a se căsători este motivată de teama că se căsătorește cu persoana nepotrivită. Archer o asigură pe May că este îndrăgostit de ea. Când se întoarce la New York, Archer o sună pe contesă și recunoaște că este îndrăgostit de ea, dar sosește o telegramă de la May care o anunță că părinții ei au devansat data nunții.
După nuntă și luna de miere, Archer și May se stabilesc la New York. Cu timpul, amintirea lui Archer despre contesă se estompează.
Când contesa se întoarce la New York pentru a avea grijă de bunica ei, ea și Archer își reiau legătura de prietenie și apoi își recunosc dragostea reciprocă. Ei aranjează să se întâlnească în secret pentru a-și desăvârși relația, dar înainte ca aceasta să aibă loc, contesa își anunță brusc intenția de a se întoarce în Europa.
Două săptămâni mai târziu, May organizează o petrecere de adio pentru contesă. După ce invitații pleacă, May îi spune lui Archer că este însărcinată și recunoaște că i-a dat această veste contesei cu două săptămâni mai devreme, în ciuda faptului că nu era sigură de acest lucru la momentul respectiv (implicația fiind că May bănuia aventura lui Newland și i-a spus lui Ellen special pentru a o împinge să se întoarcă în Europa în loc să-l urmărească pe Archer).
Anii trec: Archer are 57 de ani și a fost un tată iubitor și un soț credincios. Soții Archer au avut patru copii. May a murit de pneumonie infecțioasă, iar Archer a plâns-o sincer. Fiul logodit al lui Archer, Ted, îl convinge pe acesta să călătorească la Paris. Ted a aranjat ca ei să o viziteze acolo pe contesa Olenska, pe care Archer nu a mai văzut-o de peste 25 de ani. Ted îi mărturisește tatălui său că May i-a mărturisit pe patul de moarte că „... știa că suntem în siguranță cu tine și că vom fi mereu în siguranță. Pentru că odată, când ți-a cerut-o, ai renunțat la ceea ce îți doreai cel mai mult.” Archer răspunde: „Nu m-a întrebat niciodată.” În acea seară, în fața apartamentului contesei, Archer își trimite fiul singur să o viziteze. Stând afară, în curte, acesta își amintește de timpul petrecut împreună și pleacă încet.

## Distribuția
- Daniel Day-Lewis - Newland Archer
- Michelle Pfeiffer - Ellen Olenska
- Winona Ryder - May Welland
- Miriam Margolyes - Mrs. Mingott
- Geraldine Chaplin - Mrs. Welland
- Michael Gough - Henry van der Luyden
- Richard E. Grant - Larry Lefferts
- Mary Beth Hurt - Regina Beaufort
- Robert Sean Leonard - Ted Archer
- Norman Lloyd - Mr. Letterblair
- Alec McCowen - Sillerton Jackson
- Siân Phillips - Mrs. Archer
- Carolyn Farina - Janey Archer
- Jonathan Pryce - Rivière
- Alexis Smith - Louisa van der Luyden
- Stuart Wilson - Julius Beaufort
- June Squibb – Servitoarea d-nei Mingott
- Joanne Woodward - Povestitorul

### Apariții cameo
Părinții și fiica lui Scorsese, actorii Charles Scorsese, Catherine Scorsese și Domenica Cameron-Scorsese, au o mică apariție cameo în timpul secvenței în care Archer o întâlnește pe contesă la gara Pennsylvania Terminus din Jersey City. Scorsese însuși are o apariție cameo ca "fotograful agitat care mai târziu face fotografiile oficiale de nuntă", în timp ce sora lui Day-Lewis, Tamasin Day-Lewis, are o apariție cameo admirând inelul de logodnă al lui May.

## Producția
Vârsta inocenței a fost filmat în locație în principal în Troy, New York. Scenele de operă au fost filmate la Academia de Muzică din Philadelphia, Pennsylvania. Scenele care se desfășoară în casa doamnei Mingott au fost filmate în „The Castle”, o casă aparținând fraternității Alpha Tau din Pi Kappa Phi de la „Rensselaer Polytechnic Institute”, o universitate privată de cercetare din Troy. Cunoscută anterior sub numele de „Paine Mansion”, după terminarea sa în 1896 (estimată atunci la 500.000 de dolari), a fost declarată ca fiind cea mai grandioasă casă din Troy. Scenele care înfățișează casa de la țară în zăpadă au fost filmate în interiorul casei Luykas Van Alen, de tip colonial olandez datând cam din anul 1737, din Kinderhook, Comitatul Columbia, New York. A fost construit un singur decor important, pentru o secvență din sala de bal ornamentată de la reședința Beaufort. Clădirea triunghiulară în stil gotic victorian „Rice Building” a fost folosită ca decor pentru biroul de avocatură.

## Scenariul
Jay Cocks, prietenul și scenaristul lui Scorsese, i-a dăruit romanul scris de Wharton în 1980, sugerându-i că aceasta ar trebui să fie piesa romantică pe care Scorsese ar trebui să o filmeze, deoarece Cocks considera că îi reprezintă cel mai bine sensibilitatea. În „Scorsese on Scorsese”, acesta a remarcat că:
Deși filmul tratează aristocrația newyorkeză și o perioadă din istoria New York-ului care a fost neglijată, și deși tratează despre coduri și ritualuri și despre dragostea care nu este neîmpărtășită, ci neconsumată - ceea ce acoperă cam toate temele cu care mă ocup de obicei - când am citit cartea, nu mi-am spus: „Ei bine, toate aceste teme sunt aici.”

## Grafica
Secvența de titluri a filmului a fost creată de Elaine și Saul Bass. Bass însuși a remarcat că titlurile sunt foarte ambigue și metaforice, fiind rezultatul fascinației sale pentru fotografia „time-lapse”. Simfonia vizuală a secvențelor de trandafiri înfloriți și dantelă trebuia să transmită senzualitatea scufundată și codurile ascunse ale epocii. Tablourile celebre care apar în film au fost reproduceri de înaltă calitate nou create. Exploziile de culoare folosite ca fade-out au fost inspirate de filmele Narcisa neagră (1947) de Michael Powell, și În spatele ferestrei (1954) de Alfred Hitchcock.

## Primirea publică

### Box office
Filmul a avut încasări de 32,3 milioane de dolari în Statele Unite și Canada și 68 de milioane de dolari în întreaga lume, dintr-un buget de 34 de milioane de dolari.
Pe site-ul de recenzii publice Rotten Tomatoes, filmul are o rată de aprobare de 87% pe baza a 60 de recenzii și o medie de 7,50/10. Consensul site-ului afirmă: „În egală măsură romantică și melancolică, adaptarea elegantă a lui Martin Scorsese a filmului Vârsta inocenței este un exercițiu triumfător de reținere stilistică și tematică.” Pe Metacritic, filmul are un scor mediu ponderat de 90 din 100, pe baza a 35 de critici, indicând „apreciere universal”. Publicul chestionat de CinemaScore a acordat filmului o notă medie de „B+” pe o scară de la A+ la F.
Vârsta inocenței s-a clasat pe locul al patrulea în topul celor mai bune filme din 1993 într-un sondaj efectuat în rândul a 107 critici de film, fiind menționat în peste 50 de liste.

## Premii
La Premiile Academiei, filmul Vârsta inocenței a câștigat Premiul Oscar pentru cele mai bune costume (Gabriella Pescucci) și a fost nominalizat pentru cea mai bună actriță în rol secundar (Winona Ryder), cel mai bun scenariu adaptat (Jay Cocks, Martin Scorsese), cea mai bună coloană sonoră originală (Elmer Bernstein) și cea mai bună regie artistică (Dante Ferretti, Robert J. Franco).
La Globul de Aur, Vârsta inocenței a câștigat premiul Globul de Aur pentru cea mai bună actriță în rol secundar – film (Winona Ryder) și a fost nominalizat la premiile pentru cel mai bun film dramatic, cel mai bun regizor – film (Martin Scorsese) și cea mai bună actriță - film dramă (Michelle Pfeiffer).
La Premiile Academiei Britanice de Film (BAFTA), Vârsta inocenței a câștigat Premiul BAFTA pentru cea mai bună actriță într-un rol secundar (Miriam Margolyes). Filmul a mai primit o nominalizare la această categorie, pentru Winona Ryder, și a fost nominalizat și la premiile pentru cea mai bună imagine (Michael Ballhaus) și pentru cea mai bună scenografie (Dante Ferretti).
Pe lângă nominalizările la premiile Oscar și BAFTA și câștigarea premiului Globul de Aur, Winona Ryder a câștigat premiul National Board of Review pentru cea mai bună actriță în rol secundar și premiul Asociației criticilor de film din sud-estul țării pentru cea mai bună actriță în rol secundar.
Pe lângă nominalizările la Premiile Oscar și Globul de Aur, Martin Scorsese a câștigat Premiul National Board of Review pentru cel mai bun regizor și Premiul Elvira Notari la Festivalul de Film de la Veneția (împărțit cu Michelle Pfeiffer), precum și o nominalizare la Premiul Directors Guild of America pentru regie remarcabilă - lungmetraj.
Elmer Bernstein a fost nominalizat la Premiul Grammy pentru cea mai bună compoziție instrumentală scrisă pentru un film sau pentru televiziune.

## Coloana sonoră
Coloana sonoră a filmului a fost compusă de Elmer Bernstein, care colaborase anterior cu Scorsese la filmul Promontoriul groazei (1991).
Filmul începe cu o scenă de duet (Margherita și Faust: Il se fait tard! ...adieu! Actul 3) din opera Faust de Charles Gounod.